# Polster
Polster är ett berg i Österrike.   Det ligger i distriktet Leoben och förbundslandet Steiermark, i den östra delen av landet, 130 km sydväst om huvudstaden Wien. Toppen på Polster är 1 910 meter över havet, eller 214 meter över den omgivande terrängen. Bredden vid basen är 1,6 km.
Terrängen runt Polster är varierad. Närmaste större samhälle är Leoben, 19,8 km sydost om Polster. 
I omgivningarna runt Polster växer i huvudsak blandskog. Runt Polster är det ganska tätbefolkat, med 60 invånare per kvadratkilometer.